# Толстоголовка морфей
Толстоголовка морфей (лат. Heteropterus morpheus) — бабочка семейства толстоголовок. Этимология латинского названия восходит к Морфею (греческая мифология) — богу сновидений, сыну Гипноса.

## Описание
Длина переднего крыла 15—18 мм. Размах крыльев до 3 см. Верхняя сторона крыльев тёмно-коричневого цвета со светлыми пятнами у верхушки крыльев и на внешних полях задних крыльев. У самок светлоокрашенные верхушечные пятна крупнее и ярче, чем у самцов. Нижняя сторона крыльев у обоих полов с характерными крупными белыми пятнами. Усики с веретеновидной булавой. Крылья сверху бурые с небольшими желтыми штрихами и с двумя рядами белых, в черной окантовке, пятен на желтом фоне на исподе задних крыльев

## Ареал

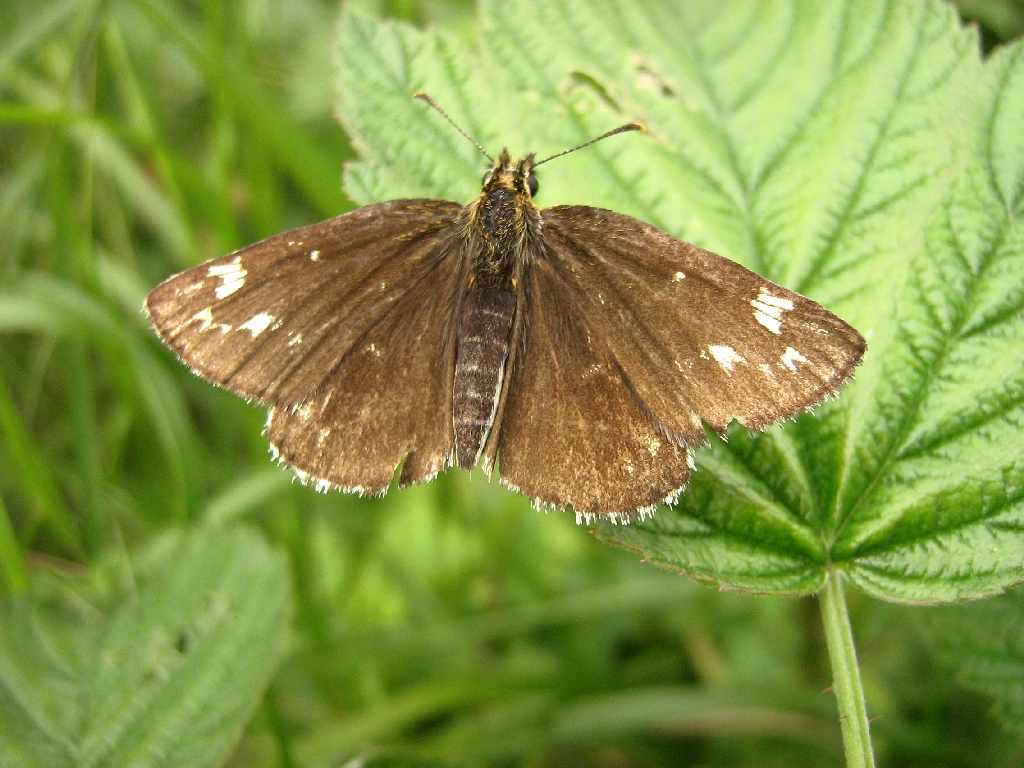

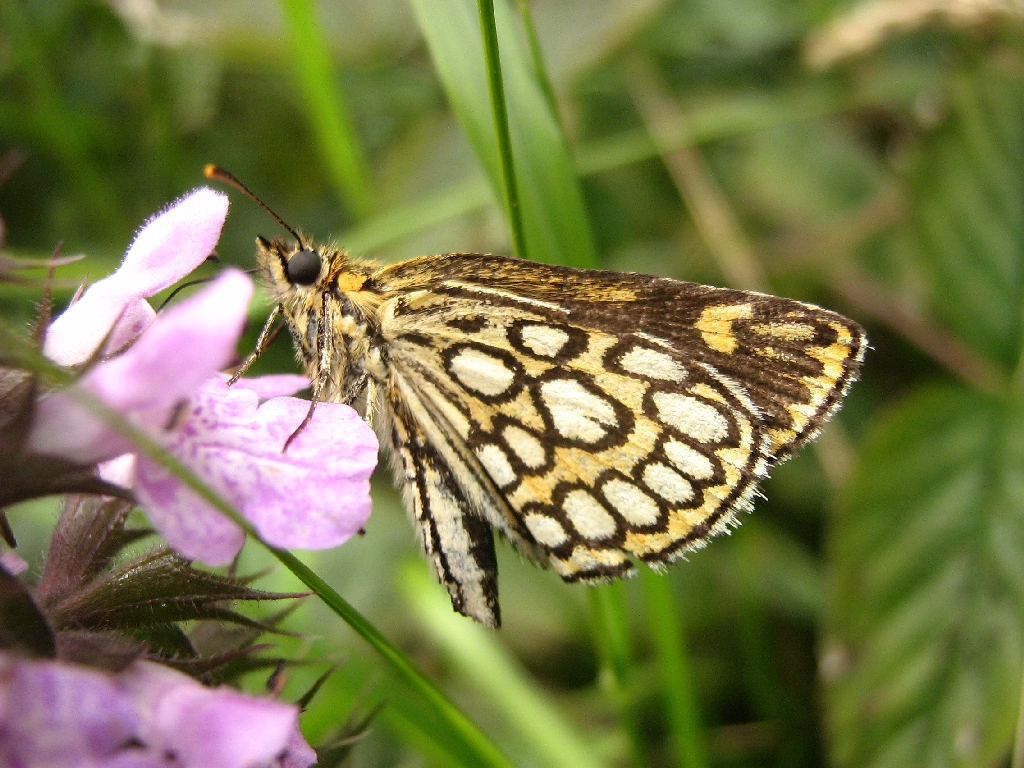

Населяет умеренный пояс Евразии. В Европе встречается в лесном поясе от стран Прибалтики и юга Финляндии до Южного Урала. В Прибалтике является локальным видом, на территории Польши и Беларуси обитает на большей части территории стран. Встречается южной части Словакии, западных районах Венгрии и Румынии.
На территории Украины ареал охватывает лесостепную зону, где он встречается по лесным долинам крупных рек. Будучи достаточно распространённым на севере страны, этот вид к югу становится всё более локальным и редким, и в степной зоне почти не встречается. Известно не более десятка небольших изолированных популяций из степной зоны Украины, приуроченных в основном к долине Днепра. Обитает на Западном Кавказе в районе Сочи.
Обычен по всему югу Сибири, в Приамурье и Приморье. Обитает также в Казахстане, Монголии и Северном Китае.
Бабочки населяют поляны, лесные влажные опушки, пойменные луга, заболоченные обочины дорог, берега рек и ручьев, окраины сфагновых болот, сухие песчаные перелески. На Кавказе встречается на пойменных высокотравных лугах по берегам равнинных и горных рек на высотах до 1100 м н.у.м.

## Биология
Развивается в одном поколении. Время лёта бабочек с первой декады июня (на юге Украины — уже с конца мая) до третьей декады июля — начала августа. Бабочки отличаются своеобразным характерным «прыгающим» медленным полетом.
После спаривания самки откладывают яйца на стебли или листья кормовых растений гусениц. Развитие яйца длится около 10 дней. Гусеницы живут в трубках из свернутых листьев. Стадия гусеницы протекает с конца июля по май. Гусеницы покидают свои укрытия крайне редко, в них же и зимуют. Часто гусеницы поедают трубочку изнутри, а затем строят новые. Окукливаются в мае следующего года в трубочке из свернутого листа или нескольких листьев, а также в желобках из стянутых несколькими шелковыми нитями листьев. Стадия куколки около 20 дней.
Кормовые растения гусениц: коротконожка, вейник седеющий, пырейник, пушица, молиния голубая, канареечник, мятлик однолетний, мятлик.